# Louis Dulondel
Louis Dulondel est un acteur et directeur de théâtre français né Marie-Louis Duhautlondel à Dresde en décembre 1728 et mort à Stockholm le 19 juin 1793.
Fils des comédiens Jean-Baptiste-Joseph Dulondel et Jeanne Châteauneuf, il arrive en Suède en 1753, avec sa mère et sa sœur Louise et y épouse, le 1er septembre 1759, la danseuse Marguerite Morel.
Le 28 mars 1767, il est parrain de Charles-Louis Didelot, futur maître de ballet et chorégraphe suédois.
Il dirige la troupe française de Stockholm de 1756 à 1771.